# Zambezicistikola
Zambezicistikola (Cisticola pipiens) är en fågel i familjen cistikolor inom ordningen tättingar.

## Utseende och läte
Zambezicistikolan är en rätt färgglad medelstor cistikola med lång stjärt. Ryggen är gråbrun med tjocka svarta streck. På vingen och hjässan syns rostbrunt och undersidan är ljus. Arten är mycket lik luapulacistikolan, men skiljs åt på sången, bestående av några få tvekande "chyep" följt av en lång och torr drill. Till utseendet är den även något större, med brunare stjärt och mindre bjärt rostbrunt på hjässan och vingen.

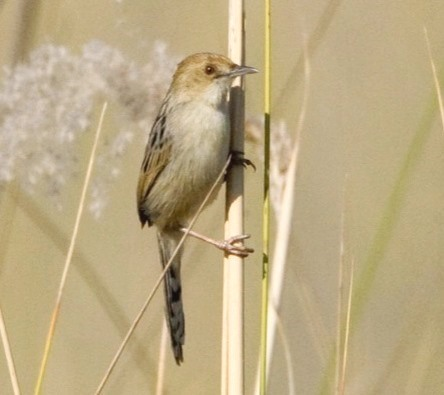

## Utbredning och systematik
Zambezicistikola delas in i tre underarter med följande utbredning:
- Cisticola pipiens pipiens – västra Angola
- Cisticola pipiens congo – östra Angola, Zambia, Demokratiska republiken Kongo, Tanzania och Burundi
- Cisticola pipiens arundicola – sydöstra Angola (Cuando Cubango) till Botswana och Zimbabwe

### Familjetillhörighet
Cistikolorna behandlades tidigare som en del av den stora familjen sångare (Sylviidae). Genetiska studier har dock visat att sångarna inte är varandras närmaste släktingar. Istället är de en del av en klad som även omfattar timalior, lärkor, bulbyler, stjärtmesar och svalor. Idag delas därför Sylviidae upp i ett antal familjer, däribland Cisticolidae.

## Status
Arten har ett stort utbredningsområde och beståndet anses stabilt. Internationella naturvårdsunionen IUCN listar den därför som livskraftig (LC).

## Namn
Zambezi är en flod i södra Afrika som har sin källa i Zambia och rinner ut i Indiska oceanen i Moçambique. Cistikola är en försvenskning av det vetenskapliga släktesnamnet Cisticola som betyder "cistroslevande".